# 219. pehotni polk (Italija)
219. pehotni polk Sele je bil pehotni polk Kraljeve italijanske kopenske vojske.

## Zgodovina
Med prvo svetovno vojno je bil polk nastanjen na soški fronti.